# JCTV認定TV女子王座
JCTV認定TV女子王座（ジェー・シー・ティー・ブイにんていティー・ブイじょしおうざ）は、ユニバーサル・プロレスリングが管理、日本ケーブルテレビジョンが認定していた王座。

## 歴史
1992年1月23日、ユニバーサル・プロレスリング後楽園ホール大会で行われた初代王座決定戦に勝利した前田薫が初代王者になった。
タイトルマッチは日本ケーブルテレビジョンの制作協力によるスペースビジョンネットワークの番組「格闘チャンプフォーラム」で放送されていた。
1993年6月、王者のKAORU（前田薫）がユニバーサルを退団により、空位となって事実上封印状態となる。

## 歴代王者
| 歴代 | 選手  | 防衛回数 | 獲得日付      | 獲得場所 （対戦相手・その他）                   |
| ---- | ----- | -------- | ------------- | ----------------------------------------------- |
| 初代 | KAORU | 3        | 1992年1月23日 | 後楽園ホール レディー・アパッチェ 1993年6月封印 |